# Fusafungin
Fusafungin (INN) je aktivní antibiotické činidlo pro léčbu nosních a krčních infekcí. Má také protizánětlivé vlastnosti. Fusafungin je směsí enniatinových cyklohexadepsipeptidů sestávající z reziduí kyseliny D-α-hydroxyvalerové a N-methylovaných aminokyselin (isoleucin, valin), produkované houbou Fusarium lateritium a prodávané pod obchodními názvy Locabiotal, Bioparox a Locabiosol.
Podle studie provedené poolovanou analýzou ve Velké Británii a zaměřené na účinnost fusafunginu při zánětu nosohltanu se ukázalo, že podíl pacientů vykazujících zlepšení stavu od dne 0 do dne 4 byl 61,5 % s fusafunginem oproti 46,8 % u placeba.
V roce 2016 byla v Evropské unii zrušena registrace léčivých přípravků s fusafunginem kvůli případům závažných alergických reakcí.